# Antoni Ramis Rebassa
Antoni Ramis Rebassa (Llucmajor, 18 de juliol de 1946 - Madrid, 7 de maig de 1985) fou un advocat i polític mallorquí.
Llicenciat en dret a la Universitat de Barcelona el 1969, on el 1966 va participar en la fundació del SDEUB. El 1975 formà part del Partit Socialdemòcrata i del grup "Tramuntana", però el març de 1976 va ingressar en el PSIB-PSOE. El 1979 fou nomenat conseller del Consell Insular de Mallorca, on s'encarregava dels temes relacionats amb el turisme.
A les eleccions generals espanyoles de 1982 fou elegit senador per l'illa de Mallorca amb 11.403 vots, el candidat més vota de l'illa. De 1982 a 1985 fou president de la Comissió d'Indústria i Energia, Comerç i Turisme del Senat d'Espanya. Va morir el maig de 1985 a Madrid en un accident de trànsit quan anava a preparar la reunió de la Comissió de Justícia, en la que havia de ser nomenat ponent de la Llei Orgànica del Poder Judicial.